# Coachimalco
Coachimalco es una localidad del estado mexicano de Guerrero. Es parte del municipio de Tlapa de Comonfort.

## Toponimia
El nombre «Coachimalco» proviene de los términos en náhuatl: cuauhchimalli, mono; co, locativo. Su significado es «Lugar de monos».

## Demografía
| Gráfica de evolución demográfica |
|                                  |

| Censo | Población |
| ----- | --------- |
| 1900  | 354       |
| 1910  | 83        |
| 1921  | 258       |
| 1930  | 295       |
| 1940  | 366       |
| 1950  | 431       |
| 1960  | 551       |
| 1970  | 695       |
| 1980  | 769       |
| 1990  | 847       |
| 2000  | 920       |
| 2010  | 1 014     |
| 2020  | 1 012     |